# Okrug Coconino, Arizona
Coconino je okrug u središnjem dijelu sjeverne Arizone, s površinom od 48,332 km²  drugi je po veličini u SAD-u i najveći u Arizoni. Ima 116,320 stanovnika (2000), a glavno okružno središte mu je Flagstaff.
Okrug je nastao 1891. odvajanjem od okruga Yavapai, a njegovim središtem postaje Flagstaff. 
Ovim krajem u 16, 17 i 18. stoljeću prolaze španjolske ekspedicije, a 1820.-tih i 1830.-tih godina ovim područjem lutaju traperi i trgovci. Prvi rančevi pojavljuju se 1870.-tih godina a dekadu kasnije i željeznica.
U okrugu Coconino prastanovnici Navaho, Hopi, Hualapai, Havasupai i Kaibab Pajuti žive na pet rezervata. 

## Zemljopis
Područje Coconina dio je platoa Colorado (Colorado Plateau) s pošumljenim visočjima ispresijecanim dubokim kanjonima među kojima je najpoznatiji i najveći Grand Canyon. Plato Colorada duž rijeke Colorado izdiže se na 2,000 stopa (600 metara), a najviši vrh Humphrey's Peak (3.861 m; 12,670 stopa) nalazi se u planinama San Francisco. Glavne pritoke rijeke Colorado su Kanab Creek i Little Colorado River, koje čine glavne vodene tokove u središnjem i sjevernom dijelu okruga. 

## Gradovi i naselja
U okrugu Coconino nalaze se gradovi i naselja: Bellemont, Cameron, Cedar Ridge, Cosnino, Desert View, Fernwood, Flagstaff, (okružno središte), Forest Lakes, Fredonia, Grand Canyon Village, Gray Mountain, Happy Jack, Jacob Lake, Kachina Village, Kaibito, Leupp Corner, Long Valley, Marble Canyon, Moenkopi, Mormon Lake, Mountainaire, Munds Park, North Rim, Page, Parks, Pinewood, Red Lake, Sedona (Sedona se nalazi i u okrugu Yavapai), Sunset Craters, Supai (glavno središte plemena Havasupai), The Gap, Timberline, Tonalea, Tuba City, Tusayan, Wahweab, Williams i Winona.

## Vanjske poveznice
- Coconino County